# Peligrosa
Peligrosa è un singolo del rapper marocchino Lartiste e della cantante colombiana Karol G, registrato nel 2018 e pubblicato il 31 gennaio 2019 come estratto dall'album Quartier latin vol. 1.

## Video musicale
La canzone è stata pubblicata su YouTube il 31 gennaio 2019, ad aprile 2020, ha raggiunto 27 milioni di visualizzazioni.

## Classifiche
| Classifica (2019) | Posizione massima |
| ----------------- | ----------------- |
| Francia           | 94                |